# جون ديفيد كرو
جون ديفيد كرو (بالإنجليزية: John David Crow) هو لاعب كرة قدم أمريكية أمريكي، ولد في 8 يوليو 1935 في ماريون في الولايات المتحدة، وتوفي في 17 يونيو 2015 في كوليج ستيشن في الولايات المتحدة.

## وصلات خارجية
- جون ديفيد كرو على موقع مرجع كرة القدم المحترفة.كوم (الإنجليزية)
- جون ديفيد كرو على موقع قاعة لويزيانا للمشاهير الرياضية (الإنجليزية)
- جون ديفيد كرو على موقع إن إن دي بي (الإنجليزية)